# 青洲岛 (万山群岛)

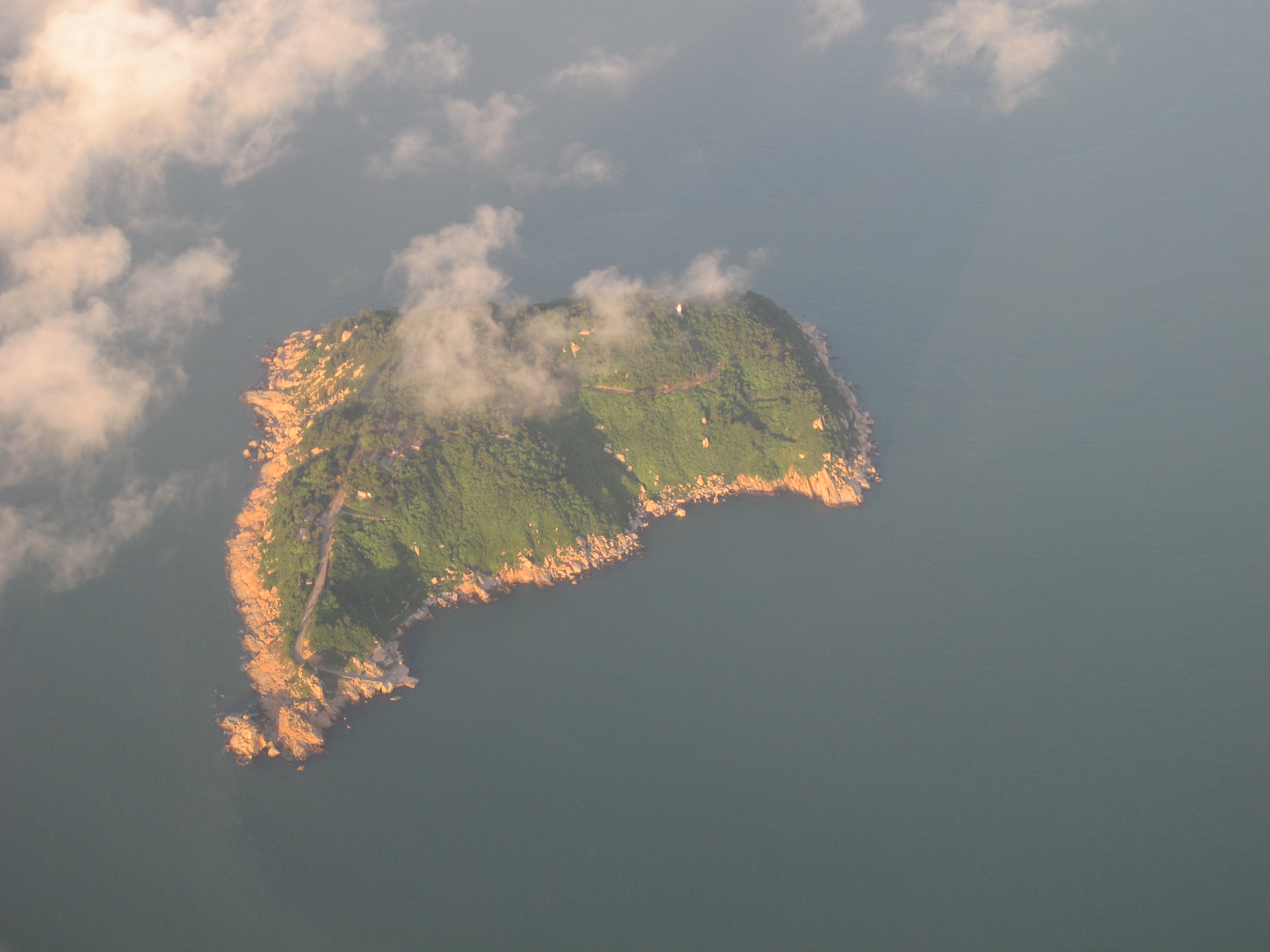
青州岛俯视图

青洲岛是珠海市香洲區桂山鎮管辖的一座海岛。面积0.189km2。位于珠江口外。属于万山群岛。东距牛头岛7.5km，西南距三角岛2.8km，西距澳门19km。东西两侧称为“青洲水道”。北侧为澳港水上航线。